# Rouvray (Côte-d’Or)
Rouvray település Franciaországban, Côte-d’Or megyében. Lakosainak száma 503 fő (2022. január 1.). Rouvray Sainte-Magnance, Saint-Germain-de-Modéon, La Roche-en-Brenil, Saint-Andeux, Sincey-lès-Rouvray és Bussières községekkel határos.

## Népesség
A település népessége az elmúlt években az alábbi módon változott:
| Lakosok száma | 576  | 555  | 601  | 627  | 586  | 528  | 492  | 484  | 490  | 503  |
|               | 1968 | 1982 | 1990 | 2006 | 2013 | 2015 | 2017 | 2019 | 2020 | 2022 |